# Lawrence Mulenga
Lawrence Mulenga (ur. 21 sierpnia 1998 w Lusace) – zambijski piłkarz grający na pozycji bramkarza. Od 2018 jest zawodnikiem klubu Power Dynamos FC.

## Kariera klubowa
Swoją karierę piłkarską Mulenga rozpoczął w klubie Kabwe Warriors. W sezonie 2014 zadebiutował w jego barwach w pierwszej lidze zambijskiej. W 2018 roku przeszedł do Power Dynamos FC. W sezonie 2022/2023 wywalczył z nim mistrzostwo Zambii.

## Kariera reprezentacyjna
W reprezentacji Zambii Mulenga zadebiutował 11 września 2018 w wygranym 1:0 towarzyskim meczu z Gabonem, rozegranym w Libreville. W 2024 roku powołano go do kadry na Puchar Narodów Afryki 2023. Rozegrał w nim trzy mecze grupowe: z Demokratyczną Republiką Konga (1:1), z Tanzanią (1:1) i z Marokiem (0:1).